# هتوم
هتوم (زبان ارمنی: Հեթում), یکی از نام‌های کوچک مردانه رایج در میان ارمنیان می‌باشد.
- هتوم یکم، شاه ارمنستان
- هتوم دوم
- هتوم پاتمیچ
- دودمان هتومی